# Gli Svuotacantine - A caccia di tesori
Gli svuotacantine - A caccia di tesori (American Pickers) è un programma televisivo statunitense che va in onda su History. Prodotto da Cineflix e A&E Television Networks, è trasmesso in Italia su Blaze e (in chiaro) su Cielo dal 2012; su Alpha e su DMAX dal 2019.

## Trama
Il programma segue Mike Wolfe e Frank Fritz nel loro viaggio attorno agli Stati Uniti a bordo di un Mercedes Sprinter in cerca di oggetti d'antiquariato e da collezione da acquistare. Lavorano con Danielle Colby-Cushman, che dirige l'ufficio del loro business, Antique Archeology, dalla loro base a Le Claire, Iowa. Mentre Danielle ricerca potenziali contatti, Mike e Frank tentano di rintracciare potenziali venditori sulla strada.
Wolfe e di Fritz esplorano case, fienili, capannoni ed altri edifici dove sono raccolti oggetti d'antiquariato e da collezione. Incontrano collezionisti casual, accaparratori e, occasionalmente, persone che hanno ereditato collezioni. Wolfe ha un interesse particolare per moto d'epoca, biciclette vecchie e penny di spiccioli, mentre Fritz ha una predilezione per giocattoli antichi, vecchie lattine di olio e moto Honda. Essi hanno acquistato vecchie pubblicità e delle insegne commerciali, locandine di film, una rara pompa di benzina trasparente di 15 litri, e un Ape Piaggio che uno dei loro amici ha detto loro che è probabilmente l'unica del suo genere in tutto il Nord America.
La serie ha debuttato il 18 gennaio 2010. La prima puntata di American Pickers ha totalizzato 3,1 milioni di telespettatori totali, il che lo rende il miglior debutto di un programma su History dal 2007. La 2ª stagione ha debuttato il 7 giugno 2010. L'8 settembre 2010 la puntata Laurel & Hardy ha ottenuto un ascolto di 5,3 milioni di spettatori nella fascia 25-54 anni. La 3ª stagione partì il 28 marzo 2011, la 4ª stagione il 28 novembre 2011 e la 5ª il 5 novembre 2012. La 6ª stagione è stata ambientata in Europa, compresa l'Italia.

## Puntate
| Stagione                 | Episodi | Prima TV originale | Prima TV Italia |
| ------------------------ | ------- | ------------------ | --------------- |
| Prima stagione           | 12      | 2010               | 2012            |
| Seconda stagione         | 26      | 2010-2011          | 2012            |
| Terza stagione           | 12      | 2011               |                 |
| Quarta stagione          | 28      | 2011-2012          |                 |
| Quinta stagione          | 16      | 2012-2013          |                 |
| Sesta stagione           |         |                    |                 |
| Settima stagione         |         |                    | 2021            |
| Ottava stagione          |         |                    |                 |
| Nona stagione            | 15      |                    | 2013            |
| Decima stagione          | 10      |                    | 2013            |
| Undicesima stagione      | 20      |                    | 2018            |
| Dodicesima stagione      | 10      |                    | 2014            |
| Tredicesima stagione     | 11      |                    | 2015            |
| Quattordicesima stagione | 10      |                    | 2015            |
| Quindicesima stagione    | 10      |                    | 2017            |

## Doppiatori italiani
| Doppiatori         | Nomi                   |
| ------------------ | ---------------------- |
| Davide Marzi       | Mike Wolfe             |
| Fabrizio Russotto  | Frank Fritz            |
| Daniela Abbruzzese | Danielle Colby-Cushman |
| Stefano Valli      | Robbie Wolfe           |